# Makói vöröshagyma

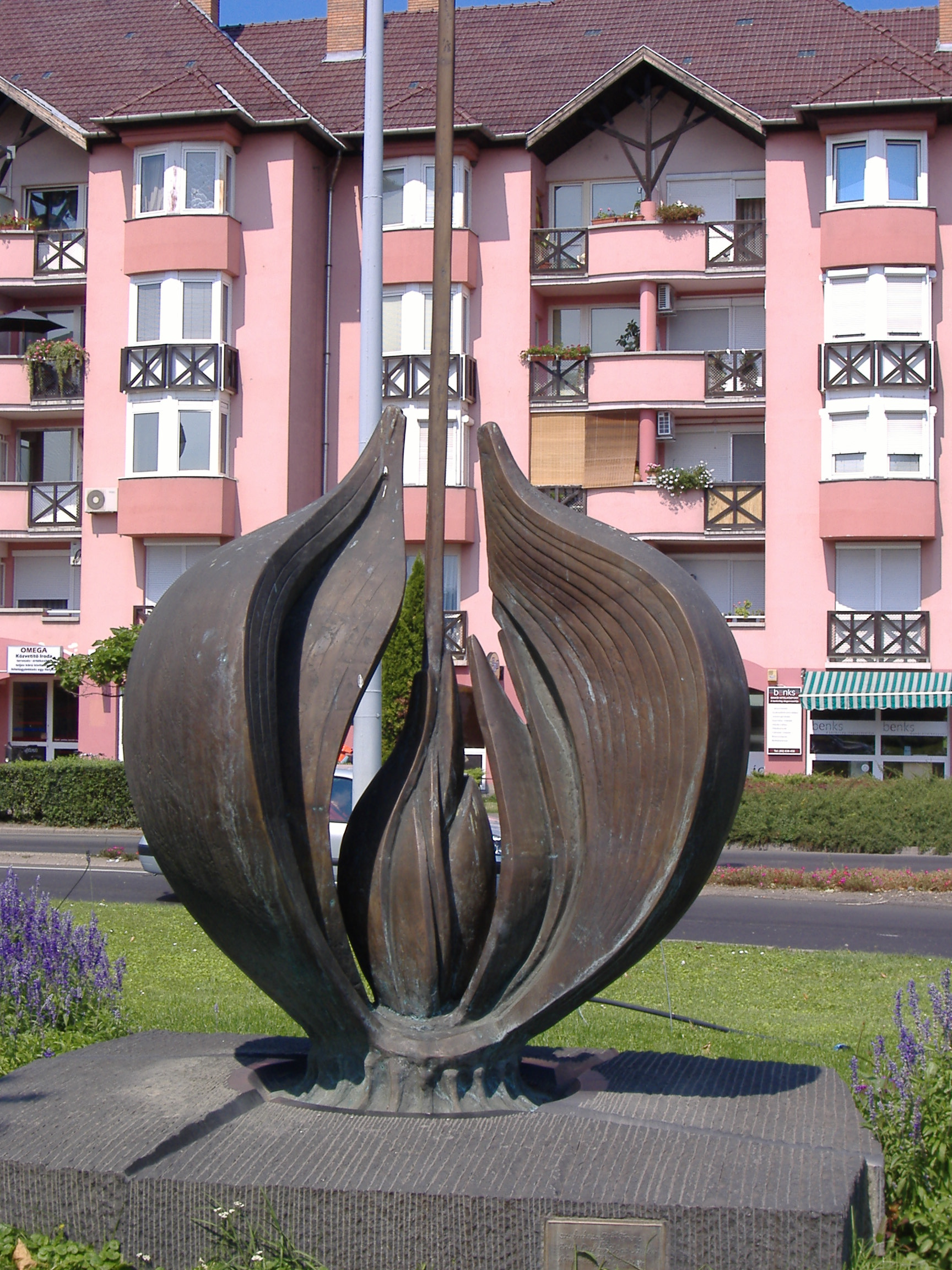
Sütő Ferenc: Hagymaszobor

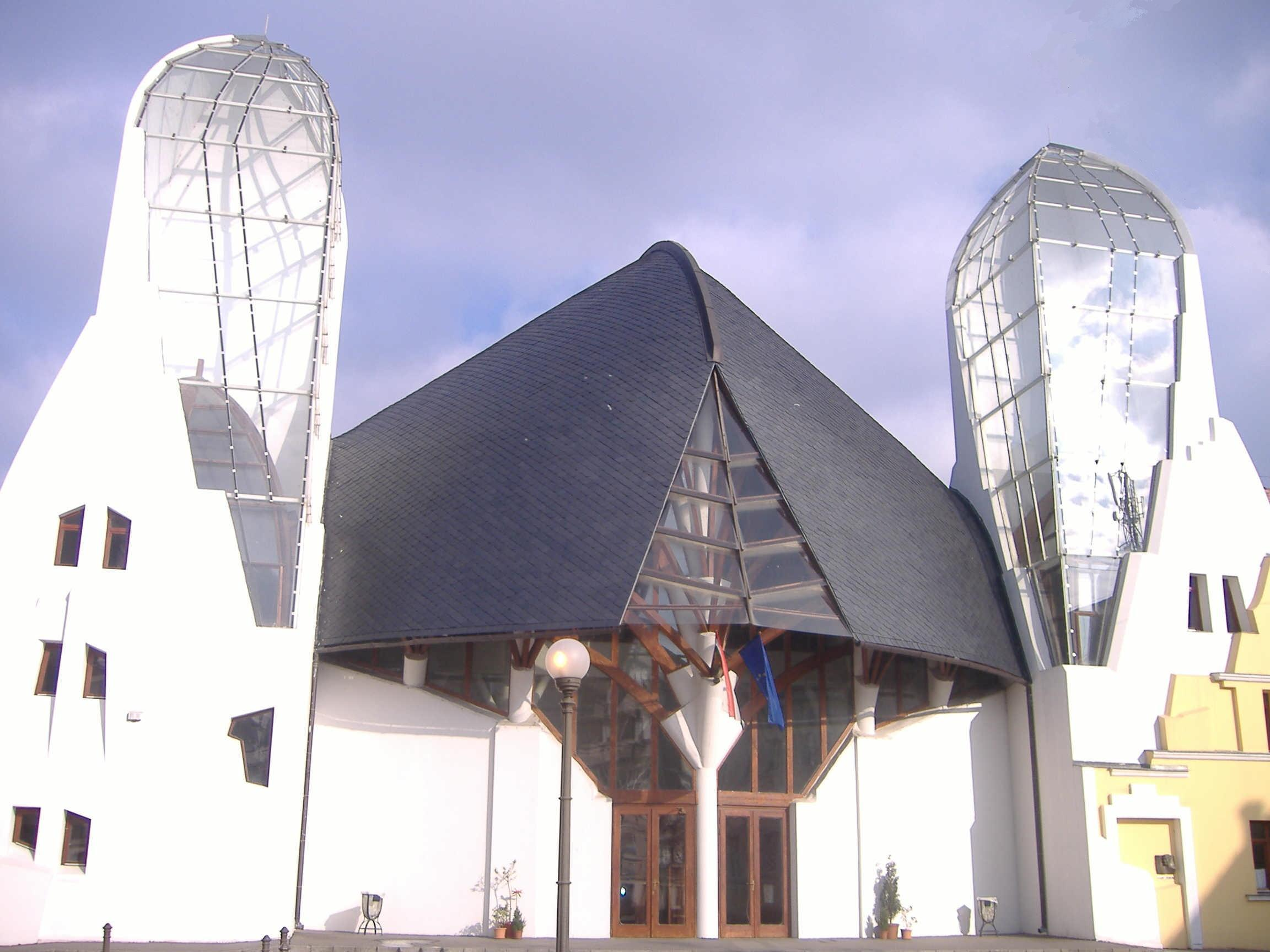
Makovecz Imre: A makói Hagymaház

A makói vöröshagyma egy vöröshagymafajta, melyet Makó térségben termesztenek. A makói vöröshagyma hungarikum, és ezért csak az ezen a területen ültetett hagymára használható ez a kifejezés. 2009-ben az Európai Bizottság felvette a védett elnevezésű termékek európai uniós listájára a makói vöröshagymát.

## Története

### Kialakulásának okai
A népi nemesítés magas iskolájának eredményeként született meg a makói vöröshagyma-fajta. A világ hagymatermesztésének túlnyomó többségében a magot vetik el. Makón mint száraz éghajlatú területen, szükségmegoldásként született meg a dughagymás eljárás. Ez ugyan ellenkezik a hagyma faji természetével, hiszen a növény már a második évben magot akar hozni, de a hagyományos makói vöröshagyma az itteni természeti adottságok közepette egy nyáron nem képes kellő nagyságúra növekedni, ezért a tenyészidőt egy évvel meg kellett toldani. Egyes termőtájakon, mint Spanyolország és Olaszország legfeljebb olyan tenyészidő-hosszabbítást alkalmaztak, hogy a hagymamagot kora tavasszal melegágyakba vetették, és onnan palántázták állandó helyére. Szárazabb éghajlatú területen, így a Balkánon is a dughagymás eljárás honosodott meg. A németországi Pfalzban pedig a korábbi érés végett alkalmazták a dughagymás termesztést.
Minden makói hagymakertész egyben hagymanemesítő is volt. Gondosan megválogatta hagymáját; ezt sohasem bízta másra. Nemcsak az eltarthatóságot tartotta szem előtt, de azt is, hogy ne legyen kopasz; a héjazata legyen erős és több rétegű, bronzvörös színű. Nézték a hagyma alakját, a nyak jól záródását is. A makói vöröshagyma kisparaszti termékként alakult ki, de minden termelő saját ízlésének megfelelően válogatta ki. Ez az egyöntetűség rovására is ment.

### Kialakulása
A makói ősfajta a kisebb méretű, kemény fejű, élénk, világos színű kelet-európai hagymák családjába tartozott. Erdei Ferenc szerint „a mainál sokkal egyöntetűbb, kis termetű, élénk színű, kemény és alakjára nézve nem telten gömbölyű, hanem inkább szikárabb, ’vállasabb’ hagyma volt”. Az ősi makói vöröshagymát minden bizonnyal magról termesztették, és az itteni természeti adottságok miatt apró maradt. A magot nem sorba vetették, hanem – miként a vetőgépek elterjedése előtt – kapával, rónára. A nagyobbakat elfogyasztották, az aprókat viszont elduggatták; így alakulhatott ki fokozatosan a dughagymás termesztési mód. A kisméretű dughagyma nem tartalmaz elég tápanyagot ahhoz, hogy elvetve magszárat (bördőt) hozzon, de a belőle termesztett étkezési hagyma sem túl nagy. A makói termesztési eljárás titka a nagyobb méretű dughagymák hőkezelése (szárítása). Ennek következtében a hagyma nem jarovizálódik, vagyis nem hoz virágszárat, tehát nagyobb fejképzésre képes. A hőkezelés, mely sajátos makói eljárás, már a 18. században létrejöhetett, hiszen a felvilágosodás irodalmának legnagyobb alakja, az Ausztriában raboskodó Kazinczy Ferenc 1799-ben Magyarországról hajón szállított „szörnyű nagyságú” hagymára lett figyelmes. Ez minden bizonnyal makói lehetett, hiszen csupán az itteni eljárással lehetett akkor nagyfejű étkezési hagymát előállítani. 1889-ben írta a polgármester-helyettes: „A makói hagymának – úgy mondják – nincs párja, mert míg igen nagyra megnő, a mellett színe, íze, szaga és ereje kitűnő.”
Az 1895-ből fennmaradt első makói hagyma-ábrázolás igen tanulságos. Ezek szerint hagymánk felül laposan kigömbölyödő, vállas, a helyi szóhasználat szerint leánycsöcsű; gyökérzete és héjazata finom, nyaka behúzódott, benőtt volt. Ez a hagymaváltozat tekinthető az ősi makói vöröshagymából kialakult régi makói hagymának. Ennek továbbfejlesztett változatát nevezték el egy 1935-ben rendezett kiállításkor Erdei-féle vöröshagymának. Egyenes fejlődési folyamat eredménye az ősi kelet-európai hagymából kialakult régi makói, majd az Erdei-féle vöröshagyma.

## Külső hivatkozások
- Tóth Ferenc: A makói hagyma